# Plaza de toros de Tomelloso
La plaza de Toros de Tomelloso es un coso taurino situado en el municipio español de Tomelloso, en la provincia de Ciudad Real. Está catalogada como de tercera categoría, cuenta con un aforo de 6.000 localidades, es de titularidad municipal se encuentra situada al sur del municipio.

## Historia.
Tomelloso siempre se caracterizó por su afición a la tauromaquia. Antes de la inauguración de la antigua plaza de toros, el 4 de octubre de 1859, ya celebraban sus fiestas con festejos taurinos por las calles del municipio.
La afición a los toros de los tomelloseros es tal, que antes de tener alumbrado público en sus calles levantaron su plaza de toros, una de las más antiguas de España. Gonzalo Mora y Antonio Sánchez, El Tato actuaron en el festejo de inauguración, con el ciudadrealeño Matías Muñiz Cano de sobresaliente.
Durante los más de existencia, la plaza de toros vio pasar a grandes figuras de la época, como, por ejemplo, Francisco Arjona, Cúchares, Rafael Molina, Lagartijo, Manuel Mejías Rapela El Papa Negro, Francisco Vega de los Reyes, Gitanillo de Triana; Fermín Espinosa, Armillita Chico; Joaquín Rodríguez, Cagancho; Marcial Lalanda, Luis Gómez El Estudiante, así como la dinastía Bienvenida entre otros.[cita requerida]
En 1968 se inició un proyecto para construir una nueva plaza de toros, impulsado por iniciativa propia de aficionados que formaron una comisión pro-construcción plaza de toros donde también figuraba el ayuntamiento de la localidad. La obra fue posible gracias al altruismo tanto de quienes aportaron sus recursos en forma de maquinaria como de quienes se encargaron de recaudar fondos para costear materiales y mano de obra. El proyecto fue encargado al Dr. Arquitecto D. Esteban Román Marlasca, de Madrid, que contó con D. Ramón Selas Núñez como aparejador. 
La inauguración fue un 30 de agosto de 1972 con Miguel Márquez, Francisco Rivera Paquirri y Dámaso González en el cartel. Los toros que se lidiaron fueron de la ganadería sevillana de Rocío de la Cámara.  Otros trabajos de arreglo en la plaza fueron acometidos en 2019.

## Feria taurina
Los festejos taurinos se enmarcan en sus Fiestas Patronales que se celebran entre el 24 y el 30 de agosto. Una feria que anuncia en sus carteles a importantes nombres del escalafón.  Es el caso de 2018, donde además de verse anunciados, triunfaron los diestros Juan José Padilla, El Juli y Alejandro Talavante.